# Franz Pfnür
Franz Pfnür (Marktschellenberg, 21 november 1908 - Berchtesgaden, 21 september 1996) was een Duits alpineskiër.
Pfnür nam namens de Skivereniging Schellenberg in 1932 deel aan de Nationale kampioenschappen Alpineskiën en werd op de afdaling de eerste Duitse kampioen in deze discipline. In 1936 werd hij voor de tweede keer Duits kampioen op de afdaling en kampioen op de combinatie. Bij de wereldkampioenschappen alpineskiën in 1934 won hij in St. Moritz drie medailles, zilver op de afdaling en combinatie en op de slalom werd hij wereldkampioen.
Bij zijn enige deelname aan de Olympische Winterspelen werd hij de eerste olympisch kampioen in het alpineskiën door de enige discipline, de combinatie, te winnen. Pfnür werd hierna uitgenodigd bij de Führer Adolf Hitler in Obersalzberg. Hij werd ook lid van de SS.

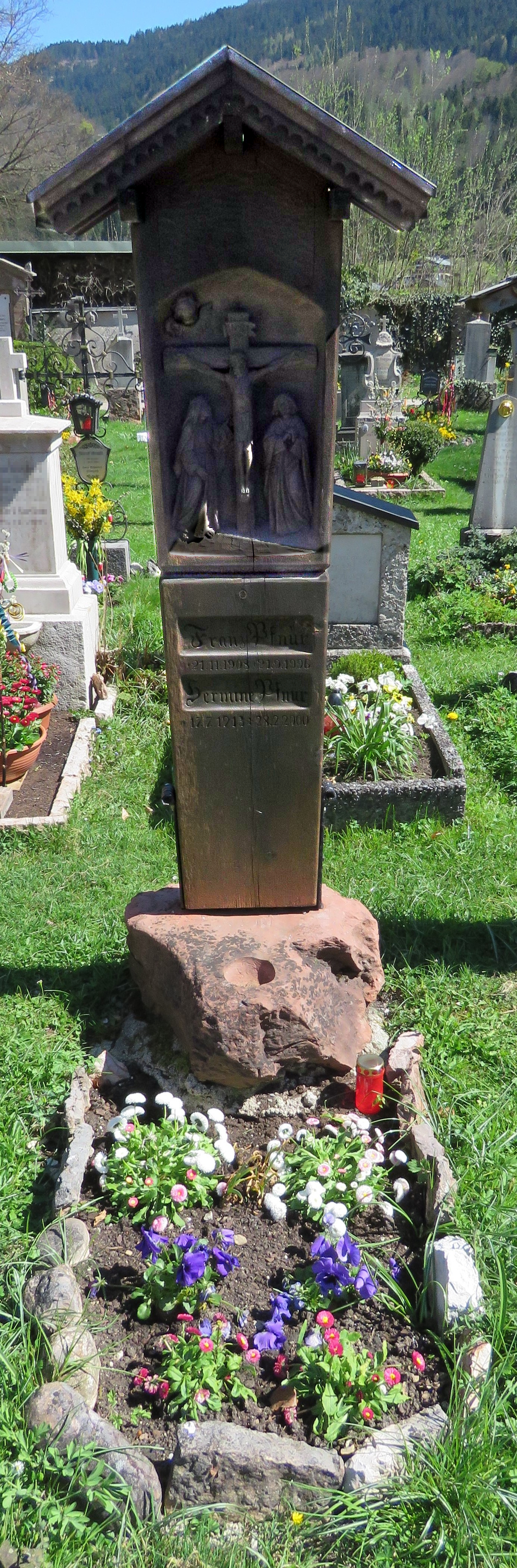
Graf van Franz Pfnür

Pfnür overleed op 21 september 1996.

## Erelijst
(enkel de podiumplaatsen zijn hier vermeld) 
1936: Franz Pfnür ·
1948: Henri Oreiller ·
1988: Hubert Strolz ·
1992: Josef Polig ·
1994: Lasse Kjus ·
1998: Mario Reiter ·
2002: Kjetil André Aamodt ·
2006: Ted Ligety ·
2010: Bode Miller ·
2014: Sandro Viletta ·
2018: Marcel Hirscher ·
2022: Johannes Strolz
- Gemeinsame Normdatei: 103116068X
- International Standard Name Identifier: 0000 0004 0012 0539
- Virtual International Authority File: 295988583